# Slobodan Tedić
Slobodan Tedić (Servisch: Слободан Тедић) (Podgorica, 13 april 2000) is een Servisch-Montenegrijns voetballer die doorgaans als aanvaller speelt. Sinds de winterstop van het seizoen 2019/20 staat hij onder contract bij het Engelse Manchester City FC. Voor het seizoen 2020/21 werd hij uitgeleend aan PEC Zwolle, waar hij door verschillende oorzaken weinig speelminuten kon maken. Het seizoen erop werd Tedic opnieuw aan PEC verhuurd.

## Carrièrestatistieken
| Seizoen                    | Club               | Land            | Competitie      | Competitie | Competitie | Beker | Beker | Internationaal | Internationaal | Overig | Overig | Totaal | Totaal |
| Seizoen                    | Club               | Land            | Competitie      | Wed.       | Dlp.       | Wed.  | Dlp.  | Wed.           | Dlp.           | Wed.   | Dlp.   | Wed.   | Dlp.   |
| -------------------------- | ------------------ | --------------- | --------------- | ---------- | ---------- | ----- | ----- | -------------- | -------------- | ------ | ------ | ------ | ------ |
| 2017/18                    | FK Čukarički       | Servië          | Superliga       | 8          | 1          | 1     | 0     | –              | –              | 0      | 0      | 9      | 1      |
| 2018/19                    | FK Čukarički       | Servië          | Superliga       | 31         | 4          | 0     | 0     | –              | –              | 0      | 0      | 31     | 4      |
| 2019/20                    | FK Čukarički       | Servië          | Superliga       | 18         | 3          | 2     | 1     | –              | –              | 4      | 3      | 24     | 7      |
| 2019/20                    | Manchester City FC | Engeland        | Premier League  | 0          | 0          | 0     | 0     | 0              | 0              | 0      | 0      | 0      | 0      |
| 2019/20                    | → FK Čukarički     | Servië          | Superliga       | 9          | 6          | 2     | 1     | –              | –              | 0      | 0      | 11     | 7      |
| 2020/21                    | Manchester City FC | Engeland        | Premier League  | 0          | 0          | 0     | 0     | 0              | 0              | 0      | 0      | 0      | 0      |
| 2020/21                    | → PEC Zwolle       | Nederland       | Eredivisie      | 15         | 2          | 1     | 0     | –              | –              | 0      | 0      | 16     | 2      |
| 2021/22                    | → PEC Zwolle       | Nederland       | Eredivisie      | 23         | 0          | 2     | 1     | –              | –              | 0      | 0      | 25     | 1      |
| Carrière totaal            | Carrière totaal    | Carrière totaal | Carrière totaal | 104        | 17         | 8     | 3     | 0              | 0              | 4      | 3      | 116    | 23     |
| Bijgewerkt t/m 21 mei 2022 |                    |                 |                 |            |            |       |       |                |                |        |        |        |        |